# El Almendro
El Almendro – gmina w Hiszpanii, w prowincji Huelva, w Andaluzji, o powierzchni 170,61 km². W 2011 roku gmina liczyła 859 mieszkańców.